# جمال مگرلیشویلی
جمال مگرلیشویلی (انگلیسی: Jemal Megrelishvili؛ زادهٔ ۲۸ فوریهٔ ۱۹۵۰) کشتی‌گیر فرنگی گرجی‌تبار اهل اتحاد جماهیر شوروی بود.  وی در بازی‌های المپیک تابستانی ۱۹۷۲ شرکت کرده‌است.